# The Last Sign
The Last Sign è un film del 2005 diretto da Douglas Law ed interpretato da Andie MacDowell.

## Trama
Kathy è giovane e bella. È sposata con Jeremy, un medico e hanno un figlio. I due vanno in crisi perché lui ha il vizio del bere e diventa violento nei suoi confronti. Jeremy muore in circostanze misteriose, e Kathy si rifà una vita, insieme al figlio.
Il vicino inizia a corteggiarla e i due si frequentano.
Iniziano improvvisamente dei fatti strani intorno alla donna, riceve telefonate da qualcuno morto sei mesi prima.
Dopo una seduta spiritica Kathy riuscirà a capire alcune cose, fra cui che il fantasma malvagio dell'ex marito la perseguita. Deve trovare una via d'uscita.

## Curiosità
- Il film è tratto da un racconto "Le Soleil trop tard" di Anne Ray-Wendling che firma la sceneggiatura del film insieme a Ron Base e Heidrun Schleef.
- Il film in Italia è uscito in home video ed in televisione ma non al cinema, probabilmente a causa del poco successo riscosso in patria nelle sale.